# المسيحية في الكونغو

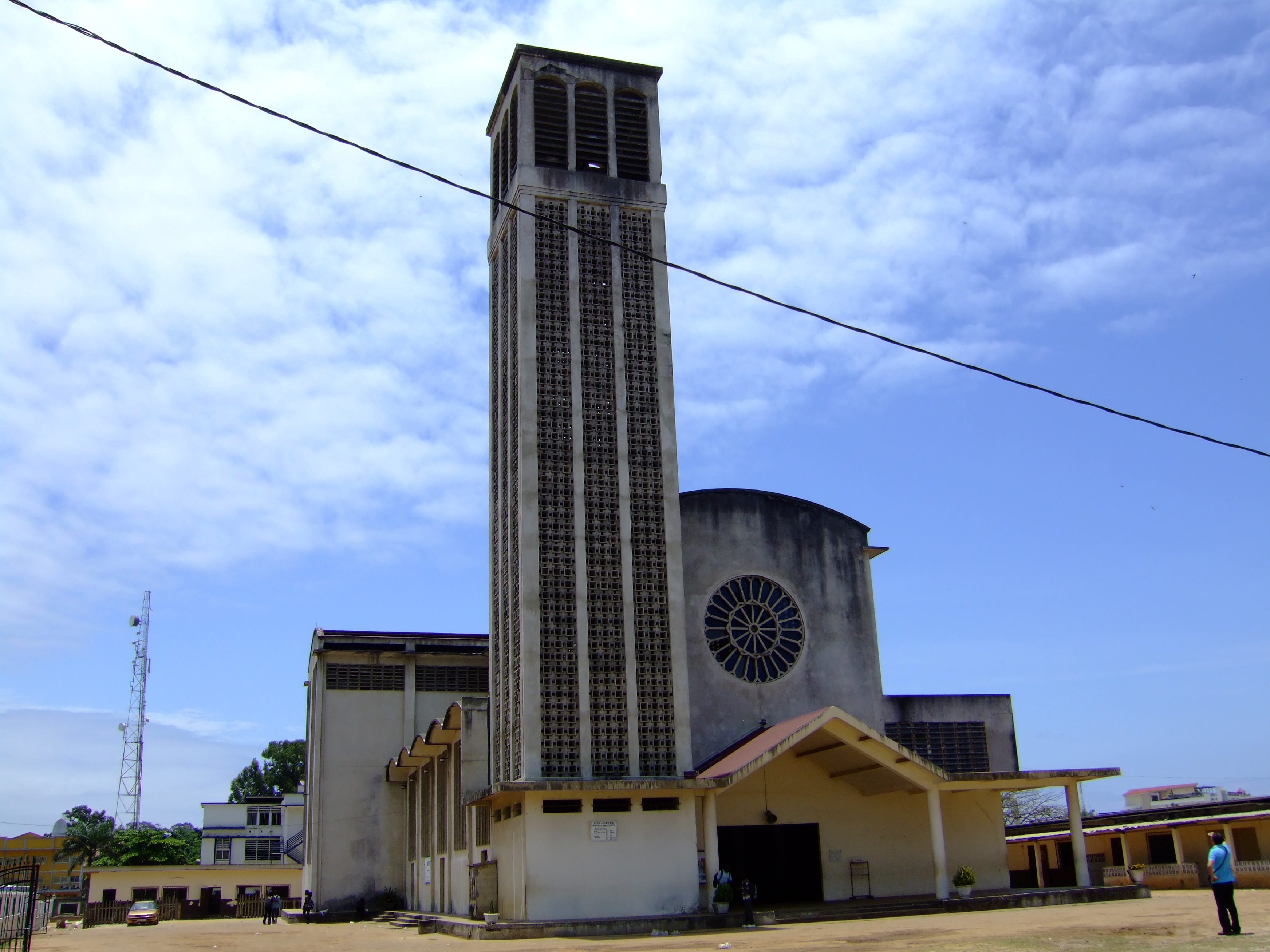
كنيسة نوتردام دي لا أسومبشن الكاثوليكيَّة في بوانت-نوار.

المسيحية في الكونغو هي الديانة السائدة والمهيمنة، وتشير التقديرات المختلفة إلى أن نسبة المسيحيين تتراوح بين 76.3% إلى 88.5% من مجمل السكان. ويتبع جلّ المسيحيين في البلاد مذهب الكنيسة الرومانية الكاثوليكية والبروتستانتية.
لدى المسيحية في ما يعرف بالكونغو اليوم تاريخ فريدة مقارنةً بدول أفريقيا جنوب الصحراء، إذ أنّ الوجود المسيحي سبق التدافع على أفريقيا، حيث وصلت المسيحية لأول مرة في مملكة الكونغو عام 1491، مع المستكشفين البرتغاليين، ووأدى اعتناق نزينغا مبمبا أفونسو المسيحية لاحقاً، والذي حكم مملكة الكونغو من عام 1506 حتى 1542 ودعي باسم الملك ألفونسو الأول، إلى حملة تحديث واسعة في البلاد وكانت من نتائجها تحول سكان المملكة إلى المسيحية وقام بإعلان المذهب الكاثوليكي دين الدولة الرسمي في مملكة الكونغو. ونشأت فيها حركة توفيقية تجمع بين العقائد الدينيّة بالأخص بين الصوفيّة واليهوديّة والمسيحيّة الكاثوليكيّة.

## تاريخ

### العصور المبكرة
لدى المسيحية في الكونغو تاريخ فريدة مقارنة بدول أفريقيا جنوب الصحراء، إذ أنّ الوجود المسيحي سبق التدافع على أفريقيا، حيث وصلت المسيحية لأول مرة في مملكة الكونغو عام 1491، مع المستكشفين البرتغاليين، ووأدى اعتناق نزينغا مبمبا أفونسو المسيحية لاحقاً، والذي حكم مملكة الكونغو من عام 1506 حتى 1542 ودعي باسم الملك ألفونسو الأول، إلى حملة تحديث واسعة في البلاد وكانت من نتائجها تحول سكان المملكة إلى المسيحية وقام بإعلان المذهب الكاثوليكي دين الدولة الرسمي في مملكة الكونغو. هناك حركة توفيقية نشأت في جمهورية الكونغو تجمع بين العقائد الدينيّة بالأخص بين الصوفيّة واليهوديّة والمسيحيّة الكاثوليكيّة. في عهده اكتسبت المسيحية موطئ قدم قوي في البلاد. تم بناء العديد من الكنائس في مبانزا، وكانت من أبرز المآثر المعمارية المسيحية كاتدرائية كولومبيبي (التي أقيمت بين عام 1491 وعام 1534). نظريًا، كان ملوك البرتغال والكونغو متساويين وتبادلوا الرسائل على هذا النحو. وأقامت مملكة الكونغو في مرحلة ما علاقات دبلوماسية مع الكرسي الرسولي، وعيَّن البابا كاهنًا محليًا أسقفًا للمنطقة.
كانت ثورة كيمبا فيتا محاولة أخرى لاستعادة استقلال مملكة الكونغو عن البرتغاليين. حصلت كيمبا فيتا على المعمودية في حوالي عام 1684 وتسمت باسم دونا بياتريس، ونشأت كاثوليكية وكونها شديدة التقوى أصبحت راهبة، وقالت بأنها رأت رؤية من أنطونيو من لشبونة يأمرها بإعادة مملكة كونغو إلى مجدها السابق. ومن خلال إنشاء الحركة النبوية الأنثونية، تدخلت مباشرةً في الحرب الأهلية آنذاك بين ثلاثة أعضاء من النبلاء المحليين الذين كانوا يدعون بالحق بالحصول على العرش الكونغولي، وهم جواو الثاني وبيدرو الرابع وبيدرو كيبنجا. انحازت كيمبا فيتا ضد بيدرو الرابع، والذي كان يُعتبر المرشح المفضل لدى البرتغاليين. لم يدم تمردها، والذي استولت خلاله على العاصمة مبانزا كونغو، طويلاً. تم القبض عليها من قبل قوات بيدرو الرابع وبأوامر من البرتغاليين تمت إدانتها لكونها ساحرة وهرطقة وبالتالي تم حرقها حتى الموت. بالنسبة للكثيرين، فهي النسخة الأفريقية من جان دارك ورمز مبكر للمقاومة الأفريقية ضد الاستعمار.
أعاق تجار الرقيق البرتغاليين جهود المبشرين المسيحيين في المنطقة، والذين أثبتت جهودهم الأولية عدم فاعليتها مقارنة بالبعثات المستقرة التي تم إنشاؤها في الجنوب في ليوبولدفيل وأنغولا. في عام 1663، جاء المبشر الكبوشي بيرنارد من المجر بناءً على دعوة من ملك لوانجو بالقرب من بوانت-نوار، الذي أدى إلى اعتناق أكثر من 2,000 من رعاياه إلى المذهب الكاثوليكي. ومع ذلك بعد عام 1666، لم يتم تسجيل أي سجلات في هذا المجتمع. بعد قرن من الزمان، أعاد المبشرون الفرنسيون إحياء عمل التبشير فقط بين عام 1766 وعام 1776، وإن كان ذلك نجاحاً طفيفاً.

### الاستعمار

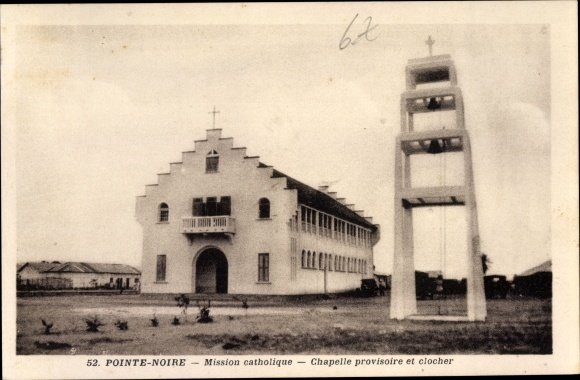
صورة من عام 1930 لكنيسة البعثة الكاثوليكية في بوانت-نوار.

التاريخ الديني لمنطقة الكونغو معقد، لا سيَّما بعد أن قبلت الطبقة الحاكمة في مملكة الكونغو المسيحية في بداية القرن السادس عشر. وفقًا للمؤرخ جون ك.ثورنتون «ربما لم يتفق سكان أفريقيا الوسطى أبداً فيما بينهم على ماهية علم الكونيات الخاص بهم بالتفصيل، والذي هو نُتاج عملية الوحي المستمر والكهنوت غير المستقر»، مع تطور الأفكار الدينية التقليدية بشكل أفضل في منطقة صغيرة ناطقة بالكيكونغو الشمالية، لم تتحول هذه المنطقة إلى المسيحية ولم تشارك في تجارة الرقيق حتى القرن التاسع عشر.
هناك وصف وفير للأفكار الدينية للكونغو في سجلات التبشير المسيحي والحقبة الاستعمارية، لكن يقول جون ك.ثورنتون أن هذه الأفكار مكتوبة بانحياز عدائي وأنَّ مصداقيتها إشكالية. استخدم المبشرون الأوائل كلمات لغة كونغو لدمج الأفكار المسيحية، مثل استخدام كلمات مثل «نكيسي» لتعني «مقدس». وهكذا، يقول جون ك.ثورنتون، كانت الكنيسة بالنسبة إلى شعب كونغو «نزو نكيسي» أو مزارًا آخر، وكان الكتاب المقدس «موكاندا نكيسي» أو سحرًا. وحافظ شعب كونغو على الكنائس والأضرحة، حيث كانت مزاراتهم الأصغر مخصصة للآلهة الصغيرة، حتى بعد تحولهم إلى المسيحية. كانت هذه الآلهة حراساً للمسطحات المائية وأراضي المحاصيل والأماكن المرتفعة لشعب الكونغو، وكانت هذه العبادة منتشرة جداً في كل من المدن الرئيسية التابعة للطبقات الحاكمة المسيحية، وكذلك في القرى.
شعر المبشرون البرتغاليون اللاحقون ورهبان الرهبنة الكبوشية عند وصولهم إلى الكونغو بالحيرة من هذه الممارسات في أواخر القرن السابع عشر أي ما يقرب من 150 عامًا بعد قبول المسيحية كدين للدولة في مملكة كونغو. وهدد البعض بتدمير هذه المزارات. ومع ذلك، فإن شعب الكونغو استند في اهتداءه إلى افتراضات مختلفة حول ماهية المسيحية، واستمرت الأفكار التوفيقية لعدة قرون. وذكرت روايات الحقبة الاستعمارية أن عقائد شعب الكونغو تضمنت تقديساً لأسلافهم وأرواحهم. ومع ذلك، فإن بعض علماء الأنثروبولوجيا أبلغوا عن اختلافات إقليمية في الشعائر الدينيَّة.
حمل العبيد الذين جلبتهم السفن الأوروبية إلى الأمريكتين حملوا معهم أفكارهم التقليدية. يقترح فانهي أن ديانة الكيمباندا الأفروبرازيلية هي مظهر عالمي جديد لدين البانتو والروحانية، ولعبت المسيحية الكونغوية دورًا في تشكيل الفودو في هايتي. وقد لعب التفسير الحرفي للتوراة عند مسيحيين الكاميرون دوراً هامّاً في تثبيت ختان الذكور في هذا البلد. خلال الحقبة الإستعمارية لعبت البعثات التبشرية الفرنسية خصوصاً الآباء البيض دوراً كبيراً في تطوير التعليم والطب في البلاد، من خلال بناء شبكة من المدارس والمستشفيات.
في عام 1875، بدأ المستكشفين الفرنسيين معاهدات مع القادة الأصليين لإخضاع المنطقة للسيطرة الفرنسية، وفي عام 1883، أنشأ رهبان الروح القدس محطة تبشيرية في لوانجو. وصل بروسبر أوجوار (1852-1921)، أو كما يعرف «برسول الكونغو» وأول مبشر يخترق الداخل، إلى ستانلي بول في عام 1883 وبرازافيل الحالية في عام 1887. تم إنشاء النيابة الرسولية للكونغو الفرنسية في عام 1886. في عام 1890 تم تقسيمها إلى نيابة الكونغو الفرنسية السفلى الرسولية، ومقرها في لوانجو، ونيابة الكونغو الفرنسية العليا الرسولية، ومقرها في برازافيل، حيث أصبح بروسبر أوجوار أول نائب رسولي. عندما تم إنشاء التسلسل الهرمي في عام 1955، أصبحت برازافيل أبرشية ومقر أسقفي.

### العصور الحديثة
كان عدم الاستقرار السياسي والتأثيرات الشيوعية والمنافسات القبلية وكراهية الأجانب من بين المشاكل الرئيسية التي واجهتها الكنائس المسيحية بعد إعلان استقلال جمهورية الكونغو في 15 أغسطس عام 1960. وفي عام 1965، أصبحت جميع المدارس الكاثوليكية خاضعة لممتلكات الدولة. في الثمانينيات من القرن العشرين، وفي ظلّ حكومة ماركسية، استقرت الحياة السياسية واستمرت العلاقات مع فرنسا. ومع ذلك، في عام 1990، تم التوصل إلى اتفاق لتشكيل حكومة متعددة الأحزاب. كان الدلالة على الاحترام الذي يُحظى به قادة الكنيسة في المجتمع بشكل عام وفي المجال السياسي، عندما دُعي الأسقف أواندو إرنست كومبو للإشراف على الانتخابات البرلمانية لعام 1992. ومع ذلك، كانت نتائج انتخابات عام 1993 موضع خلاف، وكان هناك عنف بين الفصائل السياسية المتنافسة مما أدى إلى انقلاب عسكري. خلال تلك الفترة، أصدر الأساقفة الكونغوليون الكاثوليك نداءات متكررة من أجل السلام ونفوا الاتهامات بأنهم ساعدوا في جهود الإطاحة بالرئيس الجديد باسكال ليسوبا.
في عام 2000، كان هناك 126 رعية كاثوليكية، وأدارت الكنيسة الكاثوليكية حوالي 13 مدرسة ابتدائية ومدرستين ثانويتين في البلاد، وكانت قد بدأت الحكومة في إعادة المدارس المصادرة إلى الكنيسة في عام 1965. كما طالبت الكنيسة تكرراً باهتمام الدولة بمكافحة انتشار العدوى من فيروس نقص المناعة البشرية. الأعياد الدينية التالية هي أيام عطل رسمية: عيد القيامة، وعيد الصعود، وعيد العنصرة، وجميع القديسين وعيد الميلاد. الأعياد الإسلامية غير معترف بها على المستوى الوطني ومع ذلك يتم احترامها. أرباب العمل يمنحون إجازة لأولئك الذين يرغبون في الاحتفال بالأعياد الإسلامية غير المعترفة.
بشكل عام، لا تشهد البلاد أي صراع بين الطوائف الدينية. على الرغم من الإبلاغ عن التوترات بين المسيحيين والأقلية المسلمة المتنامية في بعض الأحيان، لا سيما في بوانت-نوار، تُشير هذه التقارير في الوقت الحالي إلى أن الاحتكاكات بين الأشخاص من خلفيات مختلفة يًمكن حلها دون التسبب في أي حوادث خطيرة. في 3 فبراير عام 2017، تم توقيع اتفاقية بين الكرسي الرسولي وجمهورية الكونغو، والتي تضمن للكنيسة الكاثوليكية إمكانية تطوير رسالتها في البلاد، كما ويُعترف بالكيان القانوني للكنيسة ومؤسساتها.

## ديموغرافيا
يُشير كتاب حقائق وكالة الاستخبارات الأميركية عن العالم بنسخته الصادرة العام 2010 أن حوالي 76.3% سكّان جمهوريّة الكونغو هم من المسيحيين، وحوالي 33.1% من أتباع الكنيسة الرومانية الكاثوليكية، وحوالي 23.2% من أتباع الكنيسة اللوثرية في حين أنَّ 19.9% من السكان يتبعون الكنائس البروتستانتية الأخرى والتي تشمل الطوائف الأخرى مثل الميثودية، والسبتيين، وكنيسة يسوع المسيح لقديسي الأيام الأخيرة (المورمون)، وشهود يهوه. بالمقابل تشير دراسة مركز بيو للأبحاث عام 2011 أنَّ 85.9% سكان الجمهوريَّة هم من المسيحيين، حوالي 51.4% من السكان من أتباع الكنائس البروتستانتية، وحوالي 30.1% من أتباع الكنيسة الرومانية الكاثوليكية وتبع حوالي 1.4% الطوائف المسيحية الأخرى. ويتوزع كاثوليك البلاد على سبعة أبرشيات وأسقفية. تضم البلاد على أقلية لبنانيَّة تعننق الديانة المسيحية والإسلامية وتعمل في التجارة، ولا تختلط مع السكان المحليين.
وفقاً لتقديرات رابطة محفوظات بيانات الدين عام 2015 حوالي 88.5% من سكان الجمهورية من أتباع الديانة المسيحية، وتأتي الكنيسة الرومانية الكاثوليكية في مقدمة الطوائف المسيحية مع حوالي 52.9% من السكان، في حين شكل أتباع الطوائف البروتستانية والمسيحية الأخرى حوالي 35.6% من السكان. ويتبع حوالي 4.7% من سكان الجمهوريَّة الديانات الأفريقية التقليدية، في تبع حوالي 2.3% من السكان ديانات أخرى.